# Motel

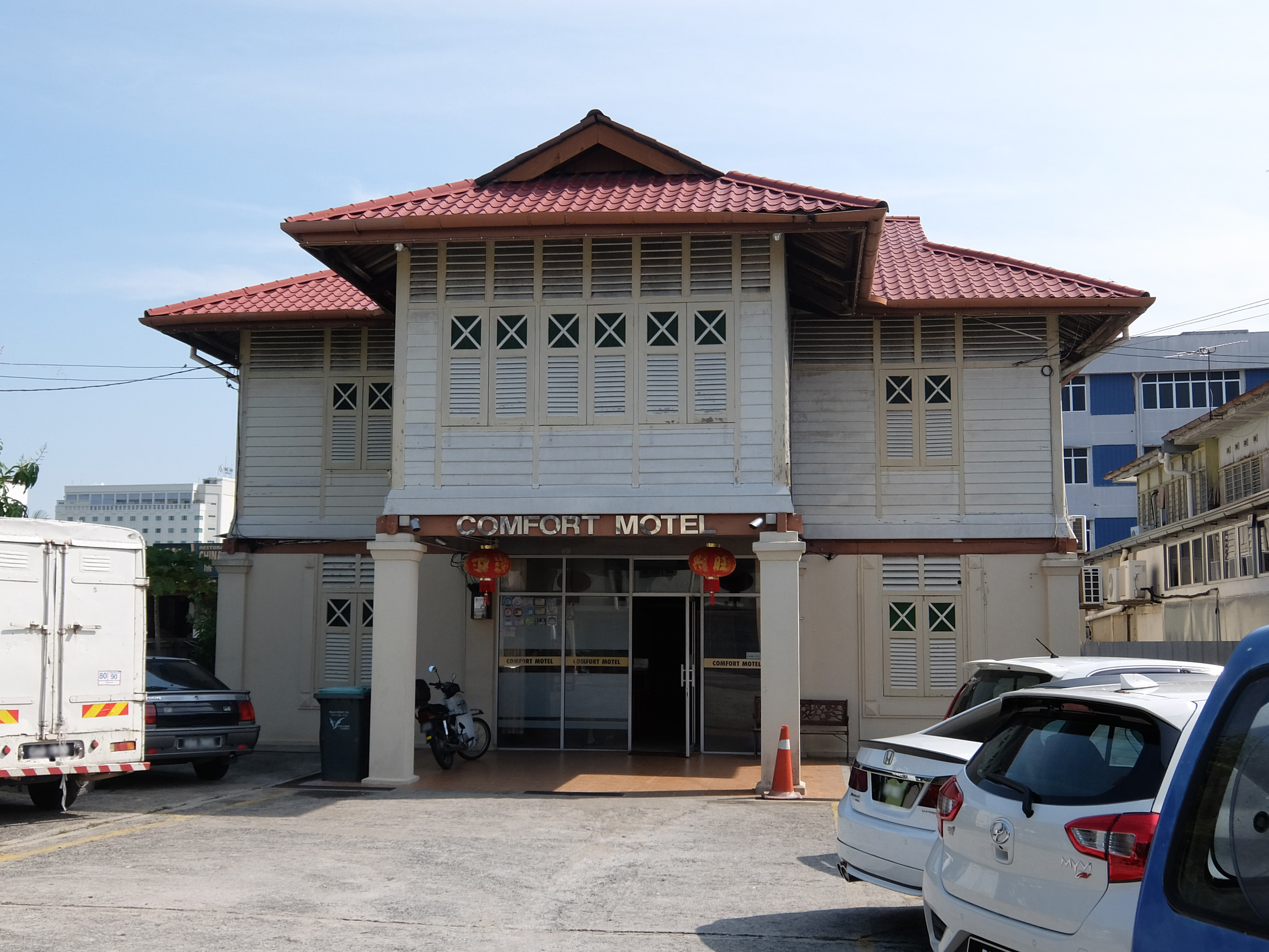
Motel

Un motel (da motor hotel), detto anche autostello, è una struttura ricettiva alberghiera, situata, in genere, lungo un'autostrada o un'importante arteria stradale.

## Storia
Nata nei primi del Novecento negli Stati Uniti d'America, offre oltre ai tipici servizi alberghieri, attrezzatura per la sosta, l'assistenza nonché il rifornimento delle autovetture o delle imbarcazioni ed eventualmente anche riparazione. Questi hotel negli Stati Uniti non sono ormai più solo vicino alle strade principali, ma anche all'interno delle città: questo sistema è infatti diventato molto popolare anche per via dei prezzi vantaggiosi. Il termine motel sembra venire dalla contrazione di motorists' hotel, cioè hotel per automobilisti e motociclisti. Essendo situato lungo un grande itinerario e raramente vicino a centri abitati, viene utilizzato di solito per una sola notte, allo scopo di riposarsi per poi riprendere il viaggio la mattina successiva.
Solitamente, nei motel si accede alle camere passando per un lungo corridoio dalla reception, oppure direttamente dal parcheggio. In Italia si ebbe una diffusione dei motel dovuta all'Agip di Enrico Mattei, che creò i famosi motel Agip (con la società controllata SEMI). Essi dovevano dare ristoro ad automobilisti in transito. Verso la fine degli anni Novanta sono sorti numerosi motel, soprattutto vicino alle grandi città, spesso frequentati da coppie in cerca di privacy, e da uomini d'affari in cerca di un ambiente più comodo e semplice rispetto a un albergo di città.